# Ladislav Brabec (ministr)
Ladislav Brabec (12. května 1908 Žirovnice u Pelhřimova – 23. listopadu 1962 Praha) byl český a československý politik KSČ, na přelomu 50. let a 60. let 20. století československý ministr vnitřního obchodu.

## Biografie
Vyučil se v konzumním družstvu Vzájemnost. Od roku 1928 pracoval v pražském družstvu Včela, kde prošel řadu funkcí (vedoucí prodejny, vedoucí kladenského obvodu, vedoucí ústředního skladu) a po sloučení družstev Včela a Rovnost (1938) působil ve sloučeném družstvu Bratrství, kde se v roce 1951 stal náměstkem ředitele. Po reorganizaci spotřebních družstev přešel v roce 1952 do sféry státního obchodu na Hlavní správu potravinářského zboží. Později byl pověřen vedením Hlavní správy velkoobchodu s potravinářským zbožím. Odtud odešel na post náměstka ministra vnitřního obchodu. Od roku 1919 působil v dělnickém tělovýchovné hnutí, kde zastával funkce od člena výboru až po předsedu Jednotné proletářské tělovýchovy (JPT). Od roku 1925 byl členem KSČ, kde zastával řadu funkcí. Před jmenováním do ministerské funkce byl členem předsednictva (byra) Městského výboru KSČ v Praze.
V lednu 1959 se stal ministrem vnitřního obchodu v československé druhé vládě Viliama Širokého. Portfolio si udržel i v následující třetí vládě Viliama Širokého. Na postu setrval do června 1961.